# Т8М-900
„T8M900“ е модел 8-осни трамвайни мотриси за еднопосочно движение с директно управление, модернизирани на базата на 6-осните T6M-700M от софийския трамваен завод „Трамкар“.
Зачислени са в трамвайното депо „Банишора“. На предходния модел Т8М700М е добавена средна секция (с тежест 4 тона) и така вместимостта на мотрисите се увеличава. Т8М900 се състои от 3 неделими, постоянно свързани, съчленени модула. Специфичен белег на модела е, че стените са облицовани догоре с пресован картон. Рамките на стъклата, вътрешната страна на вратите и кутията с големия апарат са черни. При средната секция разстоянието от прозорец на прозорец е малко по-голямо.
Всички трамваи са преобразувани или в Т8К-503, или в Т8М700М.

## Технически характеристики
- Колооосна формула: B′ 2′ 2′ B′
- Междурелсие: 1009 mm
- Дължина: 26 530 mm
- Ширина: 2250 mm
- База на талигите: 1600 mm
- Височина: 3140 mm
- Собствено тегло: 29 500 kg
- Тягова мощност – ТЕД тип Т100М: 2 броя (разположени в първа и четвърта (последна) талига)
  - обща продължителна: 200 kW
  - обща часова: 230 kW
- Конструктивна скорост: 60 km/h
- Максимално преодоляван наклон: 70 ‰
- Тягово напрежение в контактния проводник: 600 V (-20 %; +30 %)
- Минимален радиус на вписване в крива: 18 m
- Пътниковместимост – седалки в салона: 40 места, номинална – 5 пътника / m2: ≈ 200 места, максимална – 8 пътника / m2: ≈ 320 места
- Средно ускорение при потегляне от място с номинално натоварване: 0,9 ms-2[1]

## Инвентарни номера
- в движение: само пенделните (Тези трамваи са обособени в серия Т8К-503)
- реновирани в пендели – 900(днешен 510), 901(дн. 505), 902(дн. 504), 905(дн. 508), 908(дн. 506), 910(дн. 507), 911(дн. 509), 914(дн. 511)
- дерайлирал: 904 на входа на депо Банишора поради отказ в спирачките[2]

## Бъдеще на мотрисите
В движение са само пенделните (8 на брой) и трамваите от серия Т8М700М. Останалите трамваи са спрени от движение до май 2017 г. и са бракувани.